# Angel Heart (альбом Бонни Тайлер)
Angel Heart (с англ. — «Сердце ангела») — девятый студийный альбом валлийской певицы Бонни Тайлер, выпущенный в 1992 году на лейбле Hansa Records. Автором и продюсером большинства песен в альбоме стал музыкант Дитер Болен. Песня «You’re the Greatest Love» была написана самой певицей лично, она получила положительные отзывы и была названа одной из самых сильных на альбоме.
Альбом стал также коммерчески успешен, особенно в Германии и Норвегии, где было продано более пятисот тысяч копий альбома. Сингл «Fools Lullaby», выпущенный в поддержку альбома, также стал хитом в Европе.

## Список композиций
| №                   | Название                         | Автор(ы)                                               | Длительность |
| ------------------- | -------------------------------- | ------------------------------------------------------ | ------------ |
| 1.                  | «Fools Lullaby»                  | Dieter Bohlen                                          | 3:52         |
| 2.                  | «Take a Chance»                  | Dieter Bohlen                                          | 3:39         |
| 3.                  | «Race to the Fire»               | Dieter Bohlen                                          | 3:52         |
| 4.                  | «Sending Me Angels»              | Frankie Miller, Jerry Lynn Williams                    | 5:27         |
| 5.                  | «Call Me»                        | Dieter Bohlen                                          | 3:59         |
| 6.                  | «Angel Heart»                    | Dieter Bohlen                                          | 3:49         |
| 7.                  | «Daytime Friends»                | Dieter Bohlen                                          | 4:19         |
| 8.                  | «God Gave Love to You»           | Dieter Bohlen                                          | 4:31         |
| 9.                  | «All We Have Is Tonight»         | Dieter Bohlen                                          | 3:36         |
| 10.                 | «I’m Only a Lonely Child»        | Dieter Bohlen                                          | 3:09         |
| 11.                 | «Born to Be a Winner»            | Dieter Bohlen                                          | 4:13         |
| 12.                 | «Save Your Love»                 | Jerry Lynn Williams                                    | 5:16         |
| 13.                 | «You’re the Greatest Love»       | Dieter Bohlen, Bonnie Tyler                            | 3:52         |
| 14.                 | «I Cry Myself to Sleep at Night» | Craig Joiner, Robert John "Mutt" Lange, Anthony Mitman | 4:23         |
| Общая длительность: | Общая длительность:              | Общая длительность:                                    | 57:57        |

## Чарты
| Чарт (1992)                         | Пиковая позиция |
| ----------------------------------- | --------------- |
| Австрия (Ö3 Austria)                | 9               |
| Европа (European Top 100 Albums)    | 39              |
| Финляндия (Suomen virallinen lista) | 13              |
| Германия (Media Control)            | 28              |
| Венгрия (Mahasz)                    | 39              |
| Норвегия (VG-lista)                 | 4               |
| Швеция (Sverigetopplistan)          | 30              |
| Швейцария (Schweizer Hitparade)     | 14              |

## Сертификации и продажи
| Регион | Сертификация  | Продажи  |
| --- | ------------- | -------- |
| Австрия (IFPI Austria)                                                                                                   | Золотой       | 25 000*  |
| Германия (BVMI) | Золотой       | 250 000^ |
| Норвегия (IFPI Norway)                                                                                                   | 2× Платиновый | 100 000* |
| Швейцария (IFPI Switzerland)                                                                                             | Золотой       | 25 000^  |
| * Данные о продажах приведены только на основе сертификации. ^ Данные о тиражах приведены только на основе сертификации. |               |          |